# Bakonyszentkirály
Bakonyszentkirály (németül: Deutschkönigsdorf) község Veszprém vármegyében, a Zirci járásban.

## Fekvése
A Bakony északi részén, Zirctől 12 kilométerre északra, a Dudar- és az Aranyos-patak mentén fekszik nagy vegyes erdők koszorújában. Észak–déli irányban áthalad rajta a 82-es főút, amelyből a település területén két alsóbbrendű út is elágazik: a 8219-es kelet felé, Csesznek, Bakonyoszlop és Dudar irányába, a 83 107-es pedig nyugat felé,  Bakonyszentlászló, Bakonygyirót és Románd irányába. Északnyugati határszélét egy rövid szakaszon érinti a Réde községbe vezető 8217-es út is.

## Története
A környék már az őskorban is lakott volt. A közeli Zöröghegyen két őskori földvármaradvány is van. A rómaiak és az avarok is lakták a területet. Fontos hadiutak keresztezték itt egymást: egy É-D és egy Ny-K irányú. A közelben találtak is római útmaradványokat.
Bakonyszentkirály két község egyesítéséből keletkezett 1926-ban. Addig Magyarszentkirályt és Németszentkirályt önálló községekként tartották számon.
Magyarszentkirály – 1392-ben Zenthkyral, 1787-ben Magyarszentkirály, 1900-ban Bakonymagyar-szentkirály – Csesznektől északra, a vár szomszédságába települt. Nevének „Magyar" megkülönböztető jelzőjét a 18. század második felében kapta, amikor határában felépült Németszentkirály.
A község védőszentjéről, Szent István királyról kapta a nevét, akit a középkorban Szent Király néven is tiszteltek. Árpád-kori első templomának romjai ma is láthatóak a református parókia kertjében.
Területe az Árpád-korban királyi várföld volt, majd évszázadokon át a cseszneki uradalomhoz tartozott. Az uradalomnak és a cseszneki várnak eredetileg a gróf Cseszneky család volt az ura, majd később a Garai, Szapolyai, enyingi Török s galántai Esterházy családok.  1531-ben portáinak 15 százalékán élt adófizető paraszt.
Magyarszentkirály lakossága korán a református hitre tért. Csesznekkel egy  egyházközséget alkotott. A török időkben többször is elnéptelenedett a falu. Csak 1690 után – Csesznek végvár-jellegének megszűntével – telepedett itt le újra néhány család.
Németszentkirályt, melynek neve 1890-ben Bakonynémetszentkirályra változott,  1769-ben alapították Magyarszentkirály határában. Római katolikus vallású német lakosságát Esterházy Gábor földesúr telepítette le. Valamennyien zsellérek voltak, akik urasági házakban laktak, és ezek után cenzust fizettek. 1828-ban 33 házas, kilenc hazátlan zsellér és kilencvenhárom 18-60 év közötti adózó élt a faluban, akik az alig 162 holdas terméketlen határból csak nehezen tudtak megélni.
Közigazgatásilag a községhez tartozik a hajdan szebb napokat látott Hajmás-puszta. Az itt élő családok 1968-ban még a Kisbéri Állami Gazdaságban dolgoztak, de a híres kisbéri ménest 1964-ben felszámolták. Üszőtelep és juhászat is működött régen a pusztán, de ma már egyik sem.
A második világháború előtt özvegy Niczky Pálné és Esterházy Pál birtokolták a határ 1200 holdját. A háború után a nagybirtokosok földjét felosztották az egykori cselédek és kisbirtokosok között. A volt cselédek korábban tanyákon éltek, ahol egyik-másik cselédlakásban négy család is össze volt zsúfolva. Lámpa vagy gyertya helyett faggyúzsírt égettek. Aztán 1945 után a tanyák népe beszállingózott a környék falvaiba.
Bakonyszentkirálynak 1989-ben még 1025 lakosa volt. Külterületi helye Hajmás-puszta és Sövénykút. Közös körjegyzőséghez tartozik Bakonyoszloppal és Csesznekkel. 

## Közélete

### Polgármesterei
- 1990–1994: Burján István (független)[3]
- 1994–1998: Dr. Matykóné Szántó Mária (független)[4]
- 1998–2002: Huszár Zoltán (független)[5]
- 2002–2006: Csillag Zoltán (független)[6]
- 2006–2010: Csillag Zoltán (független)[7]
- 2010–2014: Csillag Zoltán (független)[8]
- 2014–2019: Csillag Zoltán (független)[9]
- 2019–2024: Csillag Zoltán (független)[10]
- 2024– : Csillag Zoltán (független)[1]

## Népesség
A település népességének változása:
| Lakosok száma | 867  | 850  | 839  | 845  | 784  | 790  | 772  |
|               | 2013 | 2014 | 2015 | 2021 | 2022 | 2023 | 2024 |

A 2011-es népszámlálás idején a lakosok 79,2%-a magyarnak, 1,1% németnek mondta magát (20,3% nem nyilatkozott; a kettős identitások miatt a végösszeg nagyobb lehet 100%-nál). A vallási megoszlás a következő volt: római katolikus 47,7%, református 21,1%, evangélikus 1%, felekezeten kívüli 2,5% (26,8% nem nyilatkozott).
2022-ben a lakosság 94,5%-a vallotta magát magyarnak, 1,9% németnek, 0,9% ukránnak, 0,1% szlováknak, 0,1% horvátnak, 1,9% egyéb, nem hazai nemzetiségűnek (4,5% nem nyilatkozott; a kettős identitások miatt a végösszeg nagyobb lehet 100%-nál). Vallásuk szerint 38,9% volt római katolikus, 20,3% református, 1,3% evangélikus, 0,8% görög katolikus, 0,1% izraelita, 0,9% egyéb keresztény, 1,5% egyéb katolikus, 6,6% felekezeten kívüli (29,6% nem válaszolt).

## Nevezetességei
- Millenniumi emlékkő
- Szabó Sándor-emléktábla
- Szent István-szobor
- Református templom